# Leiosolenus dixonae
Leiosolenus dixonae is een tweekleppigensoort uit de familie van de Mytilidae. De wetenschappelijke naam van de soort is voor het eerst geldig gepubliceerd in 1986 door Scott.